# Juncus dregeanus
Juncus dregeanus là một loài thực vật có hoa trong họ Juncaceae. Loài này được Kunth mô tả khoa học đầu tiên năm 1841.